# 1991 au Belize
Chronologie du Belize
- 1987
- 1988
- 1989
- 1990
- 1991
- 1992
- 1993
- 1994
- 1995

Cet article présente les faits marquants de l'année 1991 au Belize.

## Gouvernement
- Monarque : Élisabeth II
- Gouverneur général : Elmira Minita Gordon
- Premier ministre : George Cadle Price
- Chef de l'opposition : Manuel Esquivel
- Président du Sénat : Jane Ellen Usher

## Statistiques
- le recensement de la population réalisé dans l'année donne une population totale de 189 392 habitants ; le précédent recensement date de 1980[1].

## Évènements

### Non daté
- Création de la Réserve forestière de Vaca, d'une surface de 14 448 ha[2].
- Création du journal The San Pedro Sun (en), localisé à San Pedro à Ambergris Caye[3].

### Janvier
- 8 janvier : le Belize devient membre de l'Organisation des États américains[4].

### Février
- Création de la Belize Premier Football League[4].

### Mars
- 25 mars : Élections municipales béliziennes de 1989-1991 : deuxième partie des élections. La première a eu lieu le 6 décembre 1989.

### Avril
- 1er avril : un avion de Tropic Air s'écrase en mer, tuant ses huit passagers[4].
- 8 avril : le syndicat des travailleuses entame une grève contre l'usine de couture Civic Textile à Belmopan[4].

### Mai
- 8 mai : cinq Mennonites de Spanish Lookout sont enlevés[4].
- 15 mai : les cinq Mennonites sont libérés après avoir été emmenés au Guatemala[4].

### Juin
- 5 juin : le Guanacaste Park est reclassé en parc national : le Parc national du Guanacaste.

### Juillet
- Création du San Pedro International Costa Maya Festival. Le festival réunit cinq pays (Mexique, Belize, Guatemala, Honduras et Salvador) et met à l'honneur la culture maya. Il se fête tous les ans, en été, à San Pedro (Belize)[5],[6].
- 2 juillet : la filière de production des agrumes fait face à diverses difficultés entre la chute des cours mondiaux, une mauvaise récolte et le risque lié au virus de la tristeza des agrumes[4].
- 11 juillet : éclipse solaire.
- 24 juillet : visite de Nelson Mandela[4].

### Août
- 2 au 18 août : Jeux panaméricains de 1991.
- 14 août : le Guatemala reconnaît le droit des Béliziens à l'autodétermination[7].
- 16 août :
  - création de l'Ordre du Héros National (en), plus haute distinction décernée par le gouvernement du Belize[8].
  - création de l'Ordre du Belize (en), deuxième plus haute distinction décernée aux étrangers[8].
  - création de l'Ordre du Mérite (en), ordre destiné à récompenser les mérites artistiques, littéraires, scientifiques et militaires[8].

### Septembre
- 5 septembre : le gouvernement du Guatemala reconnaît l'indépendance du Belize[7].
- 11 septembre : établissement des relations diplomatiques entre le Belize et le Guatemala[7].
- 21 septembre : Fête nationale.

### Octobre
- 27 au 29 octobre : le premier ministre George Price et Said Musa, ministre des affaires étrangères, se rendent au Guatemala[4].

### Novembre
- x

### Décembre
- 9 décembre : lancement de la Great Belize Television (en), localement appelée Channel 5, chaîne de télévision locale basée à Belize City[9].

## Sport
- Création de la Belize Premier Football League et du Championnat du Belize de football.

## Décès
- 5 septembre : Bill Belisle, musicien, joueur de saxophone[4].